# Château de la Barthe
Pour les articles homonymes, voir Barthe.
Ne doit pas être confondu avec Château de La Barthe (Hautes-Pyrénées).
Le château de la Barthe est un château situé à Belflou, en France.

## Localisation
Le château est situé sur la commune de Belflou, dans le département français de l'Aude.

## Historique
L'édifice est inscrit partiellement au titre des monuments historiques pour son portail par arrêté du 13 décembre 1950.